# Rodilhan
Rodilhan este o comună în departamentul Gard din sudul Franței. În 2009 avea o populație de 2.552 de locuitori.

## Evoluția populației
| An        | 1975  | 1982  | 1990  | 1999  | 2006  | 2009  |
| --------- | ----- | ----- | ----- | ----- | ----- | ----- |
| Populație | 1.731 | 1.784 | 2.411 | 2.493 | 2.531 | 2.552 |